# Exosphaeroma truncatitelson
Exosphaeroma truncatitelson är en kräftdjursart som beskrevs av Barnard 1940. Exosphaeroma truncatitelson ingår i släktet Exosphaeroma och familjen klotkräftor. Inga underarter finns listade i Catalogue of Life.